# Trickster (Musiker)

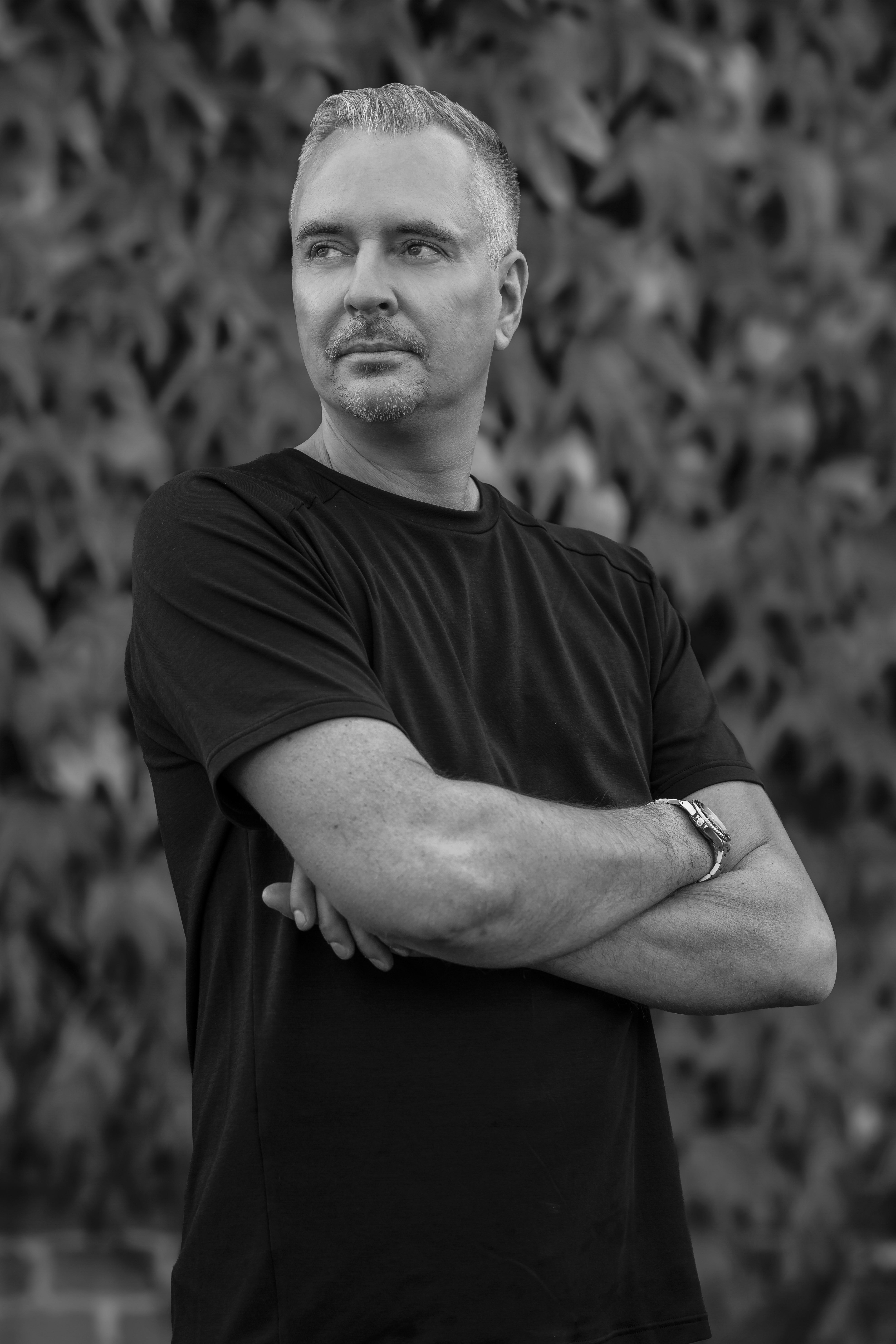
Jürgen Pichler (Trickster)

Trickster (bürgerlicher Name: Jürgen Pichler) ist ein österreichischer Musiker, der in Großbritannien lebt und für seinen eklektischen Musikstil bekannt ist.

## Musikkarriere
Der Sänger Trickster debütierte im November 2022 mit der Single Thank Fuck It's Christmas, in der er zusammen mit dem Royal Philharmonic Orchestra ein nicht jugendfreies, mit Flüchen versehenes Lied aufführte, das die Spannungen und den Stress des Jahres widerspiegelt. Die Texte wurden von Guy Chambers (Songwriter und Produzent von Robbie Williams) in Zusammenarbeit mit dem Komiker Steve Furst und Trickster geschrieben. Das Lied, als "das einzige Weihnachtslied, das aus 2022 hätte kommen können" angekündigt, richtete sich in seinen Texten gegen problematische Faktoren dieses Jahres, wie die Aktivitäten der britischen Regierung, die Lebenshaltungskostenkrise, Pandemien, und die ultrareichen, die versuchten, zum Mars zu ziehen.
Eine jugendfreie Version mit dem Titel Praise Be It’s Christmas wurde ebenfalls veröffentlicht und deren zwei Videos wurden viral, mit mehreren Millionen Aufrufen auf YouTube. Eines dieser Musikvideos wurde von Phil Griffin (bekannt für seine Arbeit mit Amy Winehouse, Diana Ross, Paul McCartney) inszeniert und das andere, in den Schweizer Alpen gedrehte, wurde von Norbert Blecha (Requiem für Dominic, Wolfsliebe) geleitet.
Die mit beiden Liedern eingenommenen Gelder spendete Trickster an Wohltätigkeitsorganisationen, die sich um das Wohlergehen von Kindern und soziale Hunger bekämpfen. Unter dem Motto "echte Veränderung ist kein Scherz" verteilten Trickster und sein Team Lebensmittel an mehrere Tafeln im Vereinigten Königreich. Die South-West Belfast Foodbank, in einem der ärmsten Gebiete, erhielt durch diese Kampagne einen erheblichen Aufschwung (sie hätten es fast verpasst, weil sie zunächst dachten, es sei ein Scherz, angesichts der unerwarteten Menge, die in dieses eher unterversorgte Gebiet des Landes geleitet wurde). Der Sänger erklärte seine Aufmerksamkeit für Details wie den Nährwert der Lebensmittel durch seine eigenen Kindheitserfahrungen mit Ernährungsunsicherheit.
In diesen Musikvideos wurde Tricksters wahre Identität durch Animationen verdeckt, was zu Spekulationen darüber führte, wer er sein könnte, wobei sich manche fragten, ob er der Co-Autor der Texte, Steve Furst, oder eine bekannte Persönlichkeit ist, mit der Guy Chambers zuvor zusammengearbeitet hat, oder ein verblichener ehemaliger Berühmter mit einer offenen Rechnung.
Im Mai 2023 veröffentlichte Trickster die Single Still Kicking, inspiriert von einem Autounfall, den er 2017 in Südfrankreich überlebte, mit einer Musikalität, die als Anlehnung an den Alternativen Rock der späten 90er Jahre, Americana und kinematografische Klanglandschaften beschrieben wurde. Der Track wurde von Guy Chambers, Richard Flack und Trickster produziert. Das Musikvideo zeigt den Sänger ohne versteckende Animation, und zusammen mit der Geschichte hinter dem Lied erschienen einige weitere Informationen in der Presse, die erwähnten, dass er ein Österreicher sei, der in Großbritannien lebt.
Im November 2023 veröffentlichte Trickster "Silent Night" vs "Santa Claus Is Coming To Town", eine Mischung der beiden Weihnachtsklassiker, mit der Gesangsgruppe The Swingles. Bei dieser Gelegenheit erwähnte auch die Medienberichterstattung den echten Namen dieses Sängers, Jürgen Pichler (Inhaber dieser Trickster-Marke). Er war bereits bekannt als Produzent verschiedener Bands und Musiker (wie der österreichischen Band Hunger) und als Songwriter (wie Olé Hola von Patrick Lindner). Er unterstützte auch wohltätige Initiativen, wie "Stoppt die Welpenmafia" in Österreich.
Am 23. April 2024 (Georgstag) veröffentlichte Trickster seine Version der britischen Nationalhymne God Save the King, aufgenommen zusammen mit dem Royal Philharmonic Orchestra in den Abbey Road Studios. Er erwähnte, dass er diese Version erstellen wollte, um seine Liebe zum Vereinigten Königreich auszudrücken. Der Track war der erste, der für König Charles von einem Ausländer aufgenommen wurde. Während der Produktionsphase musste er bei seiner Rückkehr aus Portugal als Co-Pilot in einem Hubschrauber aufgrund technischer Schwierigkeiten auf einer Farm im Nordwesten Spaniens notlanden.
Im Mai 2024 kündigte Trickster in Cannes das Projekt eines Abenteuer-Thriller-Films namens "Travel Agents" (Produzent: Norbert Blecha) an, lose basierend auf seiner Lebensgeschichte, mit einem Budget von £85 Millionen. Er wird als ausführender Produzent fungieren und auch selbst die Hauptrolle in dem Film spielen. Er arbeitet auch mit Guy Chambers an der Erstellung des Soundtracks für den Film zusammen. Ursprünglich wurde Gérard Depardieu eine Hauptrolle in dem Film zugesprochen, was sein Comeback nach einer dreijährigen Pause bedeutet hätte (bedingt durch seine Verhaftung nach Vorwürfen des sexuellen Missbrauchs). Angesichts der Kontroverse, die diese Besetzung bald auslöste, überdachten die Produzenten jedoch ihre Entscheidung und zogen diese Wahl zurück.

## Diskografie
- Thank Fuck It's Christmas (Single, 2022)
- Still Kicking (Single, 2023)
- "Silent Night" vs "Santa Claus Is Coming To Town" (Single, 2023)
- Be Careful What You Wish For (Single, 2024)
- God Save the King (Single, 2024)